# Världsmästerskapet i rullstolsrugby
 Världsmästerskapet i rullstolsrugby hade premiär 1995. 

## Resultat
| Guld | Resultat                            | Silver | Brons | Resultat    | Fyra        |       |                |
| 1995 | Nottwil, Luzern, Schweiz            | USA    | 41–36 | Kanada      | Nya Zeeland | 41–28 | Storbritannien |
| 1998 | Toronto, Ontario, Kanada            | USA    | 31–28 | Nya Zeeland | Kanada      | 44–35 | Sverige        |
| 2002 | Göteborg, Sverige                   | Kanada | 25–24 | USA         | Australien  | 45–38 | Belgien        |
| 2006 | Christchurch, Nya Zeeland           | USA    | 34–30 | Nya Zeeland | Kanada      | 23–19 | Storbritannien |
| 2010 | Vancouver, British Columbia, Kanada | USA    | 57–45 | Australien  | Japan       | 53–47 | Sverige        |

### Fotnoter
1. ↑  Wheelchair rugby info, Official site of the 2010 World Wheelchair Rugby Championships
2. ↑  Results, Official site of the 2010 World Wheelchair Rugby Championships
3. ↑  Australia lose World Championship final Arkiverad 17 februari 2011 hämtat från the Wayback Machine., Australiens paralympiska kommitté, 27 september 2010